# Hypnodendron kerrii
Hypnodendron kerrii är en bladmossart som beskrevs av Jean Édouard Gabriel Narcisse Paris 1896. Hypnodendron kerrii ingår i släktet Hypnodendron och familjen Hypnodendraceae. Inga underarter finns listade i Catalogue of Life.